# Koncert w roku 1936
Koncert w roku 1936 (tyt. oryg. Koncert në vitin 1936) – albański film fabularny z roku 1978 w reżyserii Saimira Kumbaro, na motywach powieści Baltrave të Myzeqesë Dhimitra Shuteriqiego.

## Opis fabuły
W 1936 roku młoda pieśniarka Donika wraz z pianistką Eleni odbywają tournée z koncertami w małych miastach Albanii. Przybywają też do Lushnji, gdzie spotykają się z entuzjastycznym przyjęciem miejscowej ludności i wrogością lokalnych władz, które uważają, że organizowanie takich koncertów jest niepotrzebne i "zbyt nowoczesne", jak dla Albańczyków z prowincji. Film oparty na wydarzeniach z życia Tefty Tashko Koço.
Zdjęcia do filmu realizowano w Gjirokastrze.

## Obsada
- Manushaqe Qinami jako Donika
- Margarita Xhepa jako Eleni
- Bep Shiroka jako żandarm Vesel
- Robert Ndrenika jako podprefekt
- Mirush Kabashi jako komendant Shazillari
- Roland Trebicka jako Nesti
- Albert Verria jako Nuri bej
- Ilia Shyti jako nauczyciel
- Birçe Hasko jako posłaniec
- Gjon Karma jako przewodniczący Rady Miejskiej
- Nikolla Llambro jako kierowca
- Piro Qiqi jako nauczyciel
- Enver Dauti jako Berber
- Aristotel Stefani jako Hoxha Effendi
- Muhamet Shehi jako taksówkarz
- Hasan Fico
- Gjon Kacagjeli